# Overstromingsgebied Moortsele
Het Overstromingsgebied Moortsele is een bos- en natuurgebied in Moortsele (Oosterzele) in de Belgische provincie Oost-Vlaanderen. Het beschermde valleigebied van de Molenbeek en de Kerkesbeek is 33 hectare groot en in handen van de provincie Oost-Vlaanderen. Die kocht de gronden om er een overstromingsgebied van te maken, om zo de woningen in Moortsele te beschermen.
De ene helft van het natuurgebied bestaat uit grasland. Het noordelijke laagstgelegen gedeelte is een natte ruigte met moerasspirea en zegge. In het middelste gedeelte bloeien graslanden met vossenstaart en zilverschoon. In het zuidelijke en drogere gedeelte kan glanshaver voorkomen. De andere helft van het natuurgebied bestaat uit bossen met voorjaarsflora (bosanemoon, sneeuwklokje). In de regelmatig overstroomde delen groeit wilg en els, op drogere delen es, zomereik, haagbeuk en esdoorn. 
Door gepast natuurbeheer wordt het Europees beschermde habitattype essen-olmenbos hersteld. In het gebied leeft onder andere eend, steltloper. Het overstromingsgebied Moortsele maakt deel uit van het Vlaams Ecologisch Netwerk en is (onder de naam 'Drooghout met Kerkesbeek-Molenbeekvallei') Europees beschermd als onderdeel van Natura 2000-habitatrichtlijngebied 'Bossen van het zuidoosten van de Zandleemstreek'. In het natuurgebied is een wandelpad aangelegd.

## Afbeeldingen

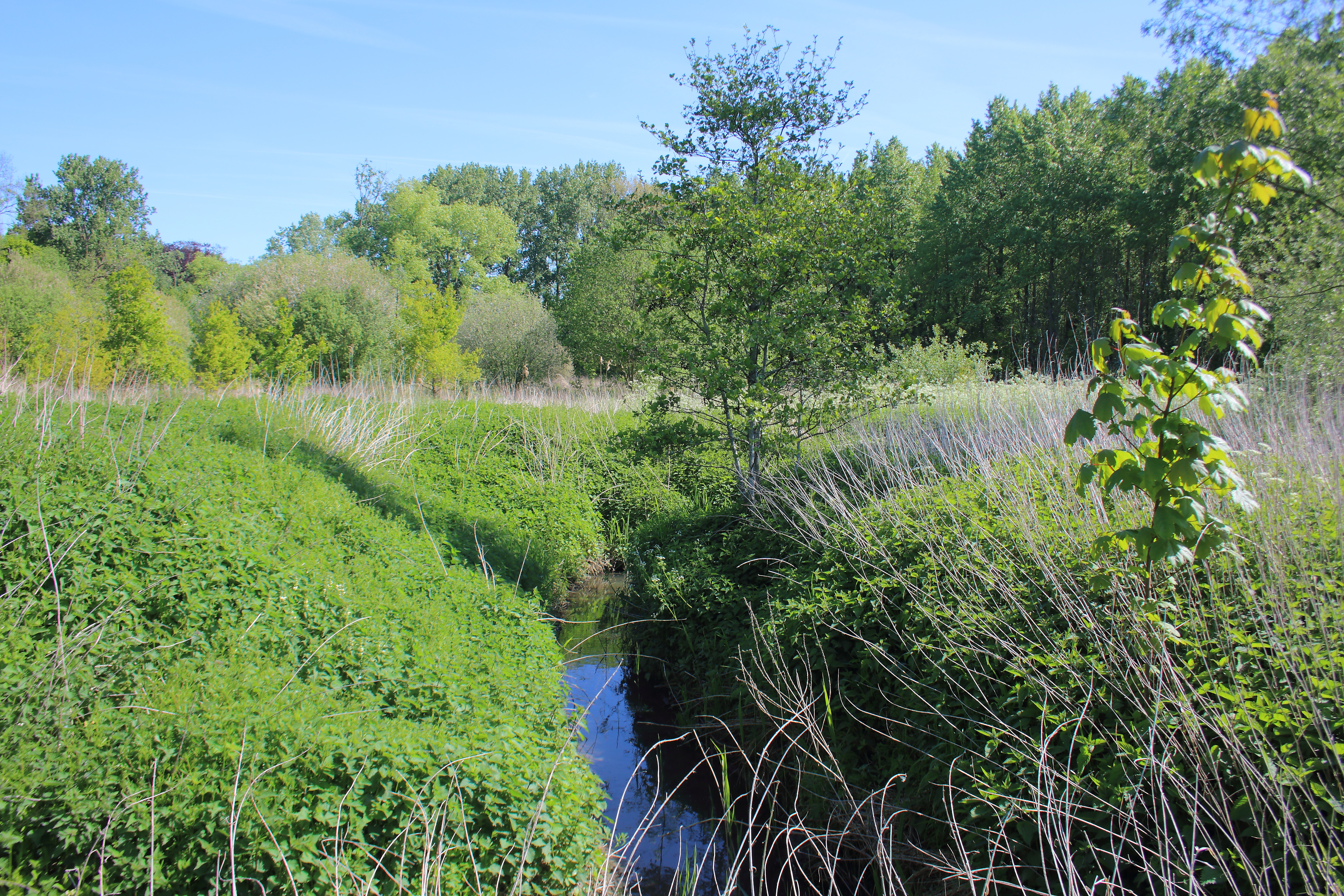
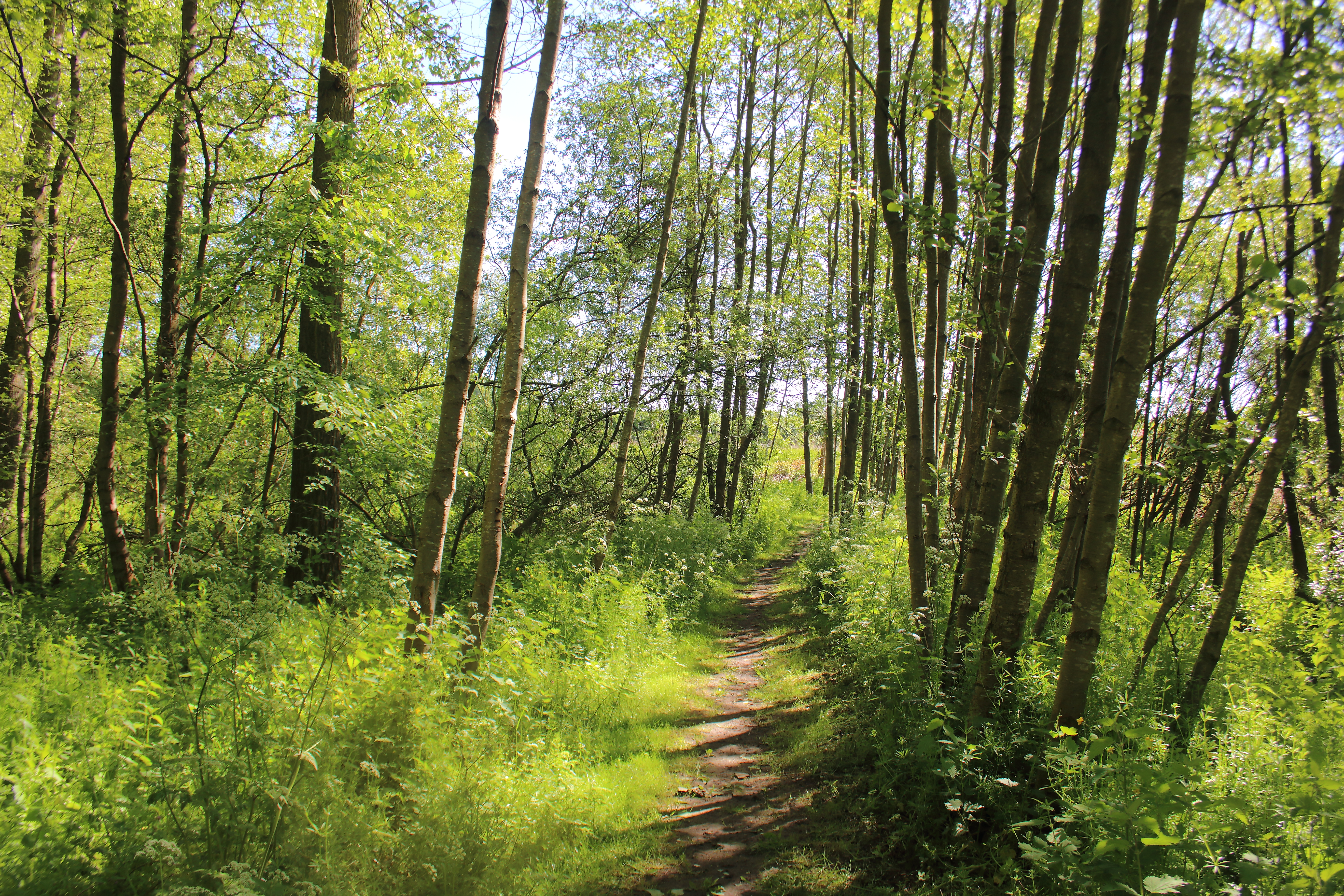
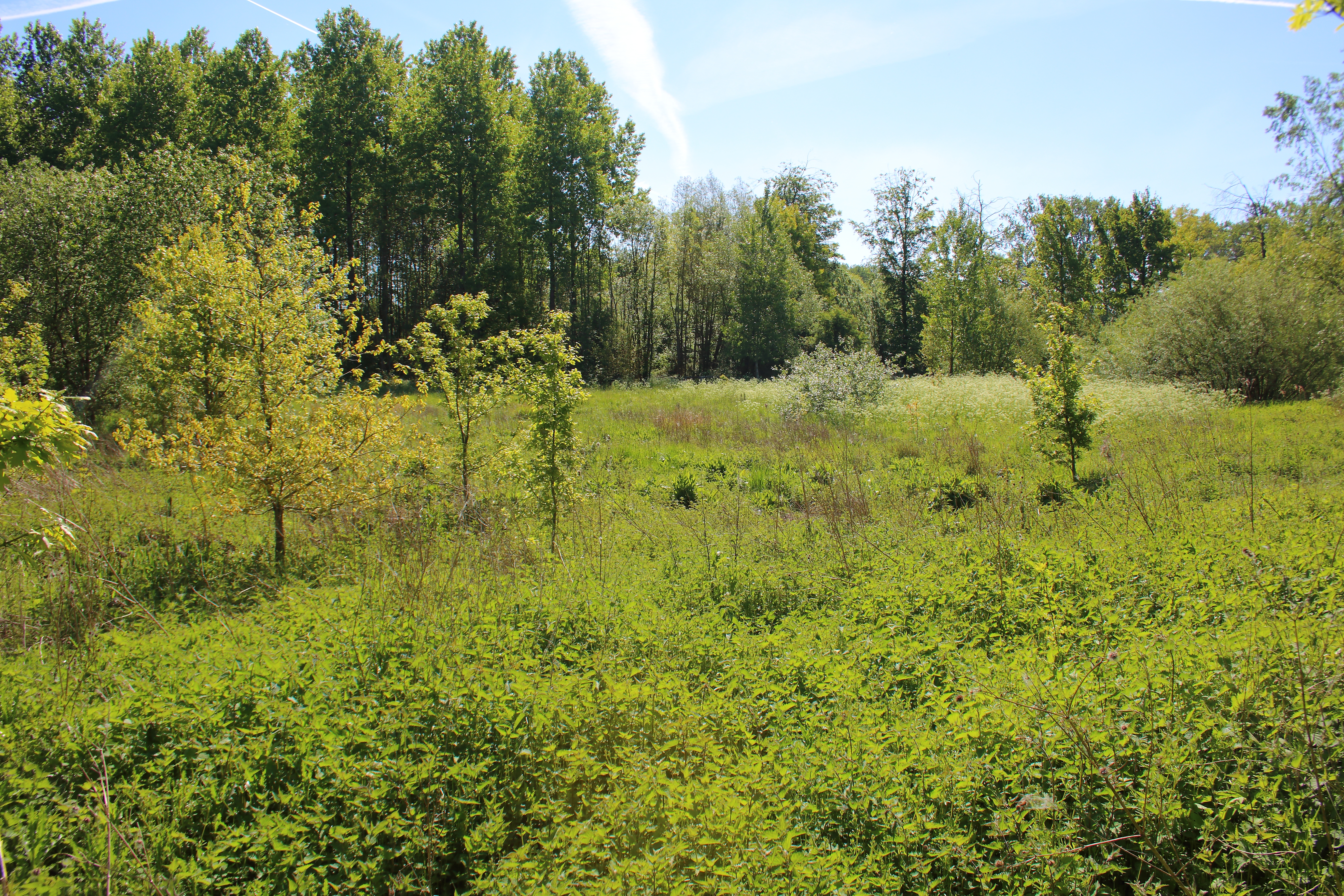